# Digues-li-ho a la mà

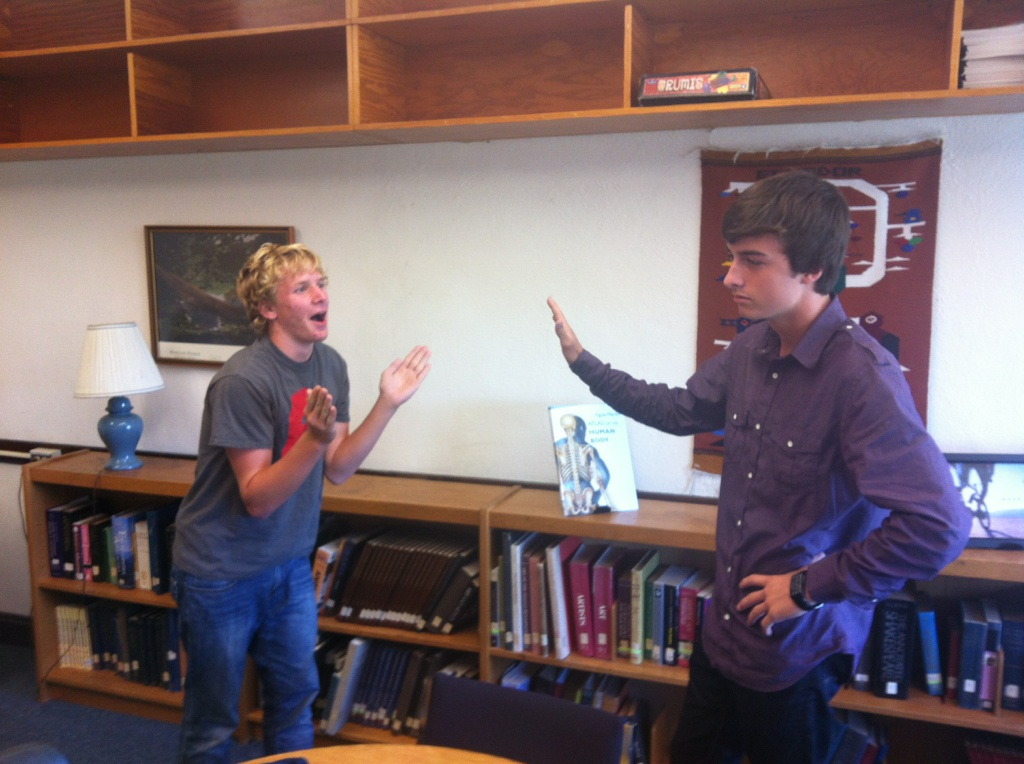
Dues persones rebutgen conversar amb un digues-li-ho a la mà

Digues-li-ho a la mà és una expressió que significa no t'estic escoltant o no m'importa el que em diguis. Aquesta frase es va donar a conèixer en la pel·lícula Terminator 3 quan el personatge interpretat per Arnold Schwarzenegger rebutja seguir conversant amb el seu interlocutor. En versió original, en anglès, és diu talk to the hand.

## Antecedents
Encara que es va donar a conèixer al gran públic des que s'esmentés en la pel·lícula Terminator 3: La rebel·lió de les màquines, la veritat és que aquesta mateixa frase, amb alguna diferència, ja havia estat utilitzada en altres telefilms:
3rd Rock from the Sun TV(1996) Harry Solomon: Talk to the hand (Parla amb la mà).
En The Beautician and the Beast (1997) Joy Miller: Oh honey, talk to the hand, the ears ain't listening! (Oh afecte, parla amb la mà, les oïdes no estan escoltant).
Austin powers: l'espia que em va empaitar. Dr Evil: Talk to the hand. Cause the face don't wanna hear it no more (Parla amb la mà. Perquè la cara ja no vol sentir-la).
Ali G camina solt (2002). Ali G: Talk to the hand, 'cos the face ain't listening (Parla amb la mà, perquè la cara no està escoltant).